# Sainte-Gemme-Martaillac
Sainte-Gemme-Martaillac – miejscowość i gmina we Francji, w regionie Nowa Akwitania, w departamencie Lot i Garonna. Nazwa miejscowości pochodzi od imienia św. Gemmy.
Według danych na rok 1990 gminę zamieszkiwało 308 osób, a gęstość zaludnienia wynosiła 22 osób/km² (wśród 2290 gmin Akwitanii Sainte-Gemme-Martaillac plasuje się na 872. miejscu pod względem liczby ludności, natomiast pod względem powierzchni na miejscu 816.).